# Gmina Farmington (Ohio)
Gmina Farmington (ang. Farmington Township) – gmina w Stanach Zjednoczonych, w stanie Ohio, w hrabstwie Trumbull. W 2020 roku liczyła 2993 mieszkańców.